# Quassel IRC
Quassel IRCまたはQuasselは、2008年に発表されたグラフィカルで分散型のクロスプラットフォームIRCクライアントである。GNUおよびUnix系オペレーティングシステム、macOS、Microsoft Windows向けに、GNU General Public Licenseバージョン2および3でライセンスされている。また、クロスプラットフォームの性質上、OS/2 Warpにも移植されている。Kubuntu 9.04 (Jaunty Jackalope)のリリース以降、QuasselはKubuntuのデフォルトのIRCクライアントとなっている。QuasselはQtアプリケーションフレームワークを使用する。
Quasselの主な特徴は、ユーザーのサーバーにチャット履歴を保存し、ユーザーのコンピューターがオフラインだったときのチャット履歴も含めてユーザーに提供することである。

## 構造
Quasselはクライアントサーバモデルに基づいている。コアアプリケーションはLANまたはインターネットを使用して、1つ以上のクライアント、およびさまざまなIRCサーバーに接続する。クライアントはIRCサーバーと直接通信するのではなく、コアを介して通信する。この方法では、クライアントが使用していなくても、IRCネットワークへの接続はコアによって維持される。アプリケーションのモノリスバージョンもサポートされている。このバージョンでは、コアとクライアントを分離せずに、通常のIRCクライアントのように動作する。Android（Quasseldroid）およびiOS（iQuassel）クライアントも利用可能である。
このシステムは、Irssi、GNU Screenを利用したWeeChat、Smuxiが使用するものと似ている。

## 機能

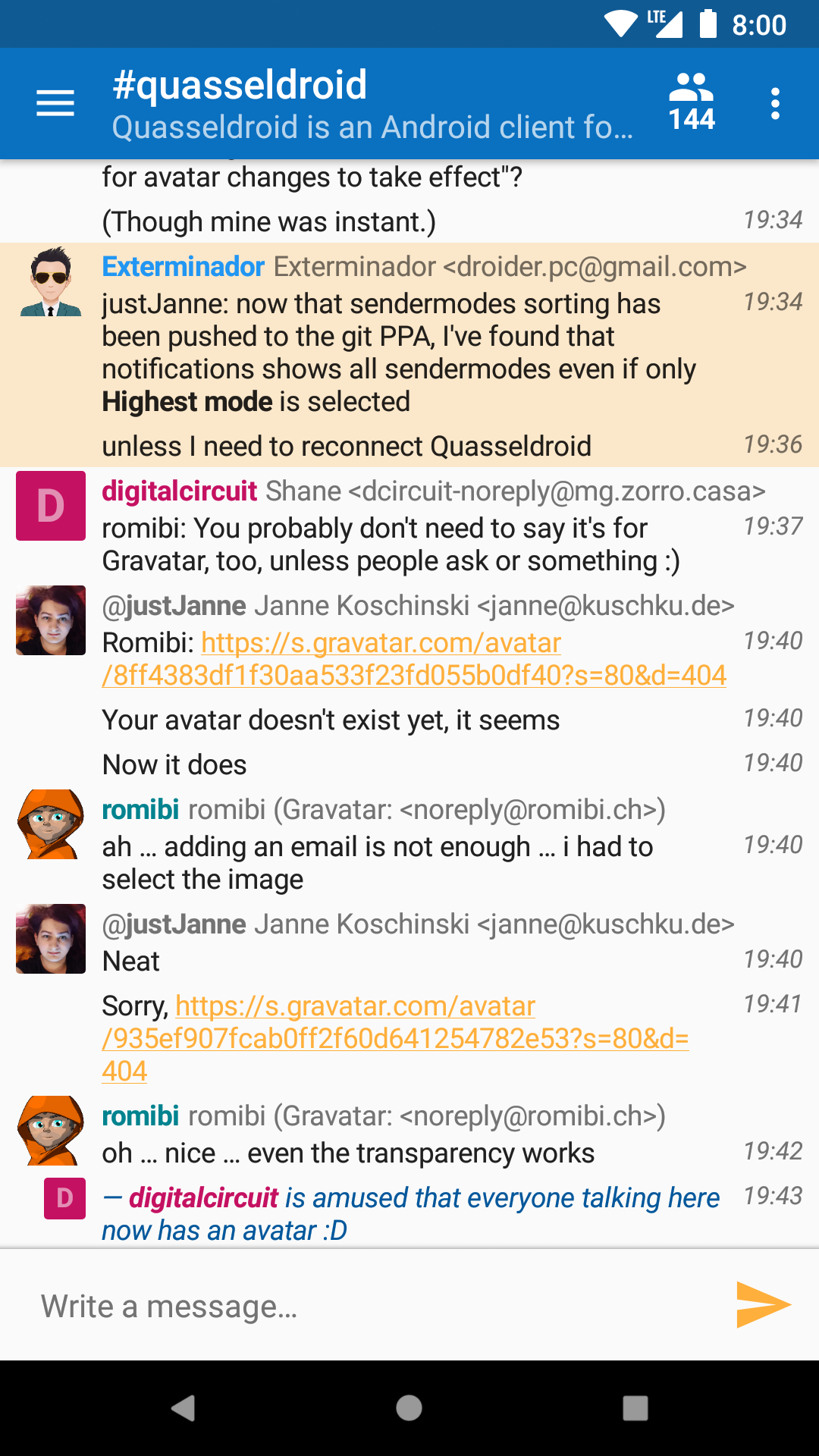
Quasselコアに接続するQuasseldroid Androidアプリ

Quasselでは、複数のIRCサーバーに同時に接続できる。複数のIDを作成することもでき、コアが接続する1つ以上のサーバーで使用できる。これらのIDにはそれぞれ、デフォルトのニックネーム、代わりのニックネーム、awayメッセージ（不在メッセージ）などが含まれる。各IDは、1つ以上のサーバーに割り当てることができる。
Quasselは、ディスカッション履歴をPostgreSQLまたはSQLiteデータベースに保存する。チャットウィンドウを上にスクロールすると、保存されたログからチャットの古いセクションが自動的に読み込まれる。このようにして、過去のディスカッションのログをシームレスに表示できる。
コマンドショートカットであるエイリアスも利用できる。これを使用すると、ユーザーは多くのパラメータを持つ長いコマンドのエイリアスを作成できる。クライアントとコア間の接続は、Secure Sockets Layer(SSL)を使用して暗号化でき、プロキシがサポートされている。
2009年にTom's HardwareがまとめたIRCクライアントの中で、Adam OveraはQuasselを「豊富なオプション」を備えた「多機能」なものであると評し、「新規ユーザーでもサーバーに接続し、サーバープリセットとチャンネルリストのGUIツールを使用してチャンネルを見つけるのに問題はないはずだ」と述べた。